# Pteropera descarpentriesi
Pteropera descarpentriesi är en insektsart som beskrevs av Donskoff 1981. Pteropera descarpentriesi ingår i släktet Pteropera och familjen gräshoppor. Inga underarter finns listade i Catalogue of Life.